# Haimbachia maroniella
Haimbachia maroniella é uma espécie de mariposa pertencente à família Crambidae. Foi descrita pela primeira vez por Dyar e Heinrich em 1927.  Pode-se encontrar na Guiana Francesa.